# Harrisonville
Harrisonville település az Amerikai Egyesült Államok Missouri államában, Cass megyében, melynek megyeszékhelye is. Lakosainak száma 10 121 fő (2020. április 1.).

## Népesség
A település népességének változása:

| 2010 | 10 019 |
| 2020 | 10 121 |